# Austrospirachtha carrijoi
Austrospirachtha carrijoi — вид жуків родини жуків-хижаків (Staphylinidae). Маскується під терміта. Описаний у 2023 році.

## Поширення та екологія
Поширений на півночі Австралії. Відомий з кількох самиць, зібраних у Національному парку Літчфілд. Термітофільний вид. Мешкає у гніздах термітів з роду Nasutitermes.

## Опис
Усі характеристики стосуються самок. Самців поки не знайдено. Голотип завдовжки 2,4 міліметра від кінчика нижньої щелепи до викривлення черевного сегмента. Черевце позаду сильно роздуте у формі яйця (physogastria), має звуження та тягнеться назад над головою жука з виступами, схожими на вусики. Додаткові бічні щетинки нагадують ніжки. Загалом форма тіла дуже схожа на терміта. Жук використовує це маскування, щоб викрасти їжу у справжніх термітів.

## Спосіб життя
Подробиці про спосіб життя виду невідомі. Оскільки Austrospirachtha carrijoi має дуже маленький рот, дослідники припускають, що жук не харчується самостійно, а його годують терміти попередньо перетравленою їжею, яка призначена для личинок (трофалаксис).